# Kirchgemeindehaus (Schirnrod)
Das evangelisch-lutherische Kirchgemeindehaus Schirnrod steht im Ortsteil Schirnrod der Stadt Eisfeld im Landkreis Hildburghausen in Thüringen.
Das kleine Dorf mit Friedhof und Schule hat seit alters her keine Kirche, dafür ein Gemeindehaus. Der moderne Bau wurde Ende der 1980er Jahre als Versammlungsort und Gottesdienstraum der örtlichen evangelischen Kirchgemeinde geplant. Der Bau wurde besonders aus Zuschüssen der Kirchen der Bundesrepublik Deutschland finanziert. Die Durchführung lag in eigenen Händen. Nach der Wende wurden 1990 bis 1991 die Arbeiten mit finanzieller Beteiligung des Landkreises Hildburghausen fortgesetzt, 1992 erfolgte die Einweihung.
Das Gemeindehaus ist ein weiß verputzter Backsteinbau mit rotem Ziegeldach und einem seitlich aufgesetzten Kirchturm, der ein goldenes Kreuz trägt. Im Gottesdienstraum befindet sich ein hölzerner Altar, ein Taufgestell, Ambo sowie das flexible Gestühl.
Die Bronzeglocken stammen aus den Schulen Saargrund und Schirnrod.